# Sin pérdida de generalidad
Sin pérdida de generalidad es una expresión utilizada en las demostraciones matemáticas y que introduce una suposición particular, de tal manera que el caso general pueda mostrarse que es equivalente a ese caso particular. Cuando esto sucede, dicha suposición o elección particular es irrelevante para la demostración, y presenta la ventaja de que permite reducir la extensión de la demostración reduciendo el número de casos que hay que analizar.
A veces es recomendable indicar por qué no existe pérdida de generalidad. Por ejemplo, si una función es simétrica o periódica puede ser más fácil analizarla en un intervalo más pequeño. Asimismo, cuando varias variables tienen un papel similar, a veces no hace falta trabajar con todas sino que basta con trabajar con una de ellas o con unas pocas.

## Ejemplo
Este es un ejemplo clásico del uso del principio del palomar:
Hay tres manzanas, cada una de las cuales puede ser verde o roja. Demuéstrese que, al menos, hay dos manzanas del mismo color.
Demostración: supóngase sin pérdida de generalidad que la primera manzana es roja. Si la segunda manzana también lo es, hemos terminado; en caso contrario (la manzana es verde), la tercera manzana será o roja o verde, con lo que tendremos necesariamente ya sea dos manzanas rojas o verdes, y también habremos terminado.
Podemos suponer sin pérdida de generalidad que la primera manzana es roja porque no hay ninguna diferencia entre que sea roja o verde para el objetivo de la demostración. Si fuera verde no habría más que cambiar los nombres de los dos colores en la demostración, y los nombres de los colores no importan ya que la demostración es igualmente correcta si cambiamos "rojo" por "verde" y viceversa.
Otras veces hay que trabajar más para ver cómo el caso general se deduce del caso particular. Por ejemplo, una demostración de que los tres ángulos de un triángulo suman un ángulo llano es la siguiente:
Podemos suponer que el triángulo es rectángulo, y se trata entonces de ver que sus otros dos ángulos (digamos a y b) suman un ángulo recto. Trazando paralelas a los catetos por los vértices se obtiene un rectángulo en el que se observa que a+b es recto.
¿Por qué se puede suponer eso? Porque el caso general de un triángulo arbitrario podemos deducirlo usando el "caso rectángulo" como sigue: Llamamos "a" al ángulo mayor y "b", "c" a los otros dos. Trazamos la altura del triángulo por el ángulo a, que lo divide en dos ángulos a1 y a2 (con a1+a2=a). Tenemos dos triángulos rectángulos. Uno de ellos tiene un ángulo recto, otro vale b y otro a1, de modo que b+a1=recto. El otro tiene un ángulo recto, otro vale c y otro vale a2, de modo que c+a2=recto. Los ángulos del triángulo inicial suman entonces: 
a+b+c = (a1+a2)+b+c = (b+a1)+(c+a2) = recto+recto = llano
- Datos: Q162252